# Richard Theiler
Richard Theiler (* 26. Juni 1841 in Einsiedeln; † 30. Januar 1923 in Luzern) war ein Schweizer Unternehmer.
Sein Vater, Meinrad Theiler (* 1812; † 18. August 1873) war Uhrmacher und Mechaniker, interessierte sich für Telegrafie und hatte in den 1840ern für Jakob Kaspar Tschopp einen Schreibtelegrafen gebaut. Dieser wurde vom Bundesrat nicht angenommen, aber er erhielt 1852 eine Stelle in der Telegrafenwerkstatt, was ihm weiter Erfindungen ermöglichte. 1856 wanderte die sechsköpfige Familie nach London aus, wo Meinard Abteilungsleiter in der Electric Telegraph Company wurde. 1866 gründete er in 64 Canonbury Road, North London seine eigene Firma zur Herstellung von Telefonapparaten. Nachdem die Mutter aus gesundheitlichen Gründen mit zwei Kindern wieder in die Schweiz zurückgekehrt war, arbeitete der Vater mit Richard und dem jüngeren Bruder Meinrad jun. (* 1844) weiter.
Richard besuchte den Physikunterricht des Gymnasiums der Klosterschule in Einsiedeln, um seine Kenntnisse über Elektrizität zu ergänzen. Nach dem Tod des Vaters übernahm er den Betrieb zusammen mit seinem Bruder, der jedoch nach zehn Jahren einer anderen Beschäftigung nachging. 1891 verkaufte Richard M W Theiler & Sons an Keith Elphinstone, um mit seiner Gattin aus Rapperswiler in die Schweiz zurückzukehren. Der Betrieb fusionierte vier Jahre später mit Elliott Brothers. 
In Luzern übernahm Richard Theiler die Vertretung des von Westinghouse gebauten Shallenberger-Zählers mit einer leidlichen Windflügelbremsung. Nach einigen Verbesserungsversuchen entwarf er einen eigenen Stromzähler, bei dem er als einer der Ersten die Bremsung mithilfe eines Magneten anwandte, auf den er am 13. Juni 1896 ein Patent erhielt. Zusammen mit Adelrich Gyr gründete er das Electrotechnische Institut Theiler & Co. in Zug, in dem er neben Zählern auch Telefoninduktoren und Grammofonwalzen fertigte.
Er suchte einen Teilhaber, da seine 1878 geborenen Zwillingssöhne, die Chemiker bzw. Pharmazeut wurden, kein Interesse an dem Unternehmen hatten. 1903 fand er Heinrich Landis, der es im folgenden Jahr übernahm und unter H. Landis, vormals Theiler & Co. weiterführte (später Landis+Gyr). Richard Theiler lebte danach eine Weile in München und dann in Luzern.